# شهرداری کگومس
شهرداری کگومس (به لاتین: Ķegums Municipality) یک شهرداری در لتونی است. شهرداری کگومس ۶٬۳۸۶ نفر جمعیت دارد.